# Praça do Emigrante
A Praça do Emigrante é uma praça na cidade da Ribeira Grande, Ilha de São Miguel, Açores. Com cerca de 4 mil metros quadrados, tem como elemento central a peça de arte pública Saudades da Terra. É composta também pela Calçada dos Mundos e por dois murais. Foi inaugurada em 26 de julho de 2020. A obra fez parte do Plano Integrado de Regeneração Urbana da Ribeira Grande, nomeadamente na valorização da orla marítima da cidade nortenha, e contou com financiamento comunitário. Segundo um protocolo assinado com a Câmara Municipal da Ribeira Grande, a AEA-Associação dos Emigrantes Açorianos será a entidade dinamizadora do espaço.

## Nome e simbologia
A Praça do Emigrante foi concebida pela M-Arquitectos, a partir da vontade do artista Luís Silva homenagear os emigrantes açorianos com a peça de arte pública Saudades da Terra, ideia imediatamente acolhida pelo presidente da Câmara Municipal da Ribeira Grande, Alexandre Gaudêncio.

## Peça de arte públicaSaudades da Terra

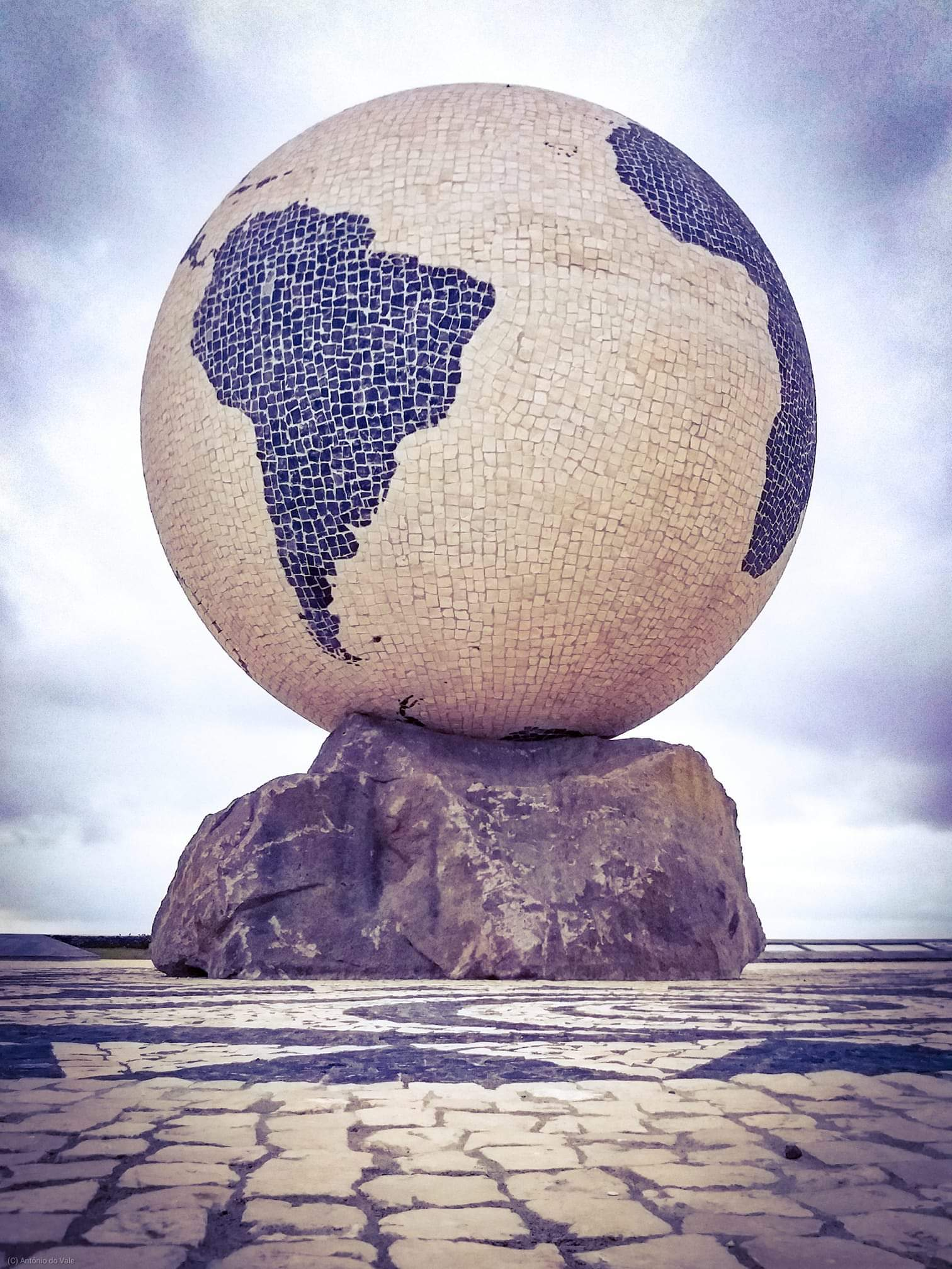
Peça de arte pública Saudades da Terra, da autoria de Luís Silva

A peça de arte pública Saudades da Terra, da autoria do artista Luís Silva, é composta por três elementos: um globo terrestre, com 4 metros de diâmetro, integralmente revestido com pedra de calçada portuguesa; uma pedra de basalto, simbolizando a(s) ilha(s), onde o globo está assente; e, no chão, o design Shore To Shore, do artista nativo canadiano Luke Marston, descendente do picaroto Portuguese Joe. O nome Saudades da Terra homenageia a obra-prima homónima, de Gaspar Frutuoso. 

## Calçada dos Mundos
A Calçada dos Mundos é uma representação de hélices do ADN em calçada portuguesa, concebida pela artista Liliana Lopes.

## Murais
Dois murais completam a Praça do Emigrante. Num estão reproduzidas em calçada portuguesa as bandeiras da Organização das Nações Unidas (ONU), Portugal e Açores, ao lado dos países e regiões que mais acolheram emigrantes açorianos: Brasil, Uruguai, EUA, Havai, Bermudas e Canadá. No outro, são colocadas placas de pessoas e instituições como tributo a(os) emigrantes.

## Memorial do Soldado Emigrante[10][11][12]
Em 25 de julho de 2021, no relvado norte da Praça do Emigrante, a AEA-Associação dos Emigrantes Açorianos inaugurou um painel de calçada portuguesa, denominado Memorial do Soldado Emigrante, em honra de todos os açorianos e outros portugueses que emigraram e se alistaram nas Forças Armadas do país de acolhimento.
O memorial é único (diferente dos habituais monumentos ao Soldado Desconhecido ou aos nacionais) e dinâmico, contendo um código QR que remete para uma Base de Dados de Emigrantes Alistados, combatentes ou não, onde pode ser registado para a posteridade o contributo destes emigrantes em diferentes conflitos, abraçando a causa da Liberdade pelos países de adoção.

## Galeria de Fotos

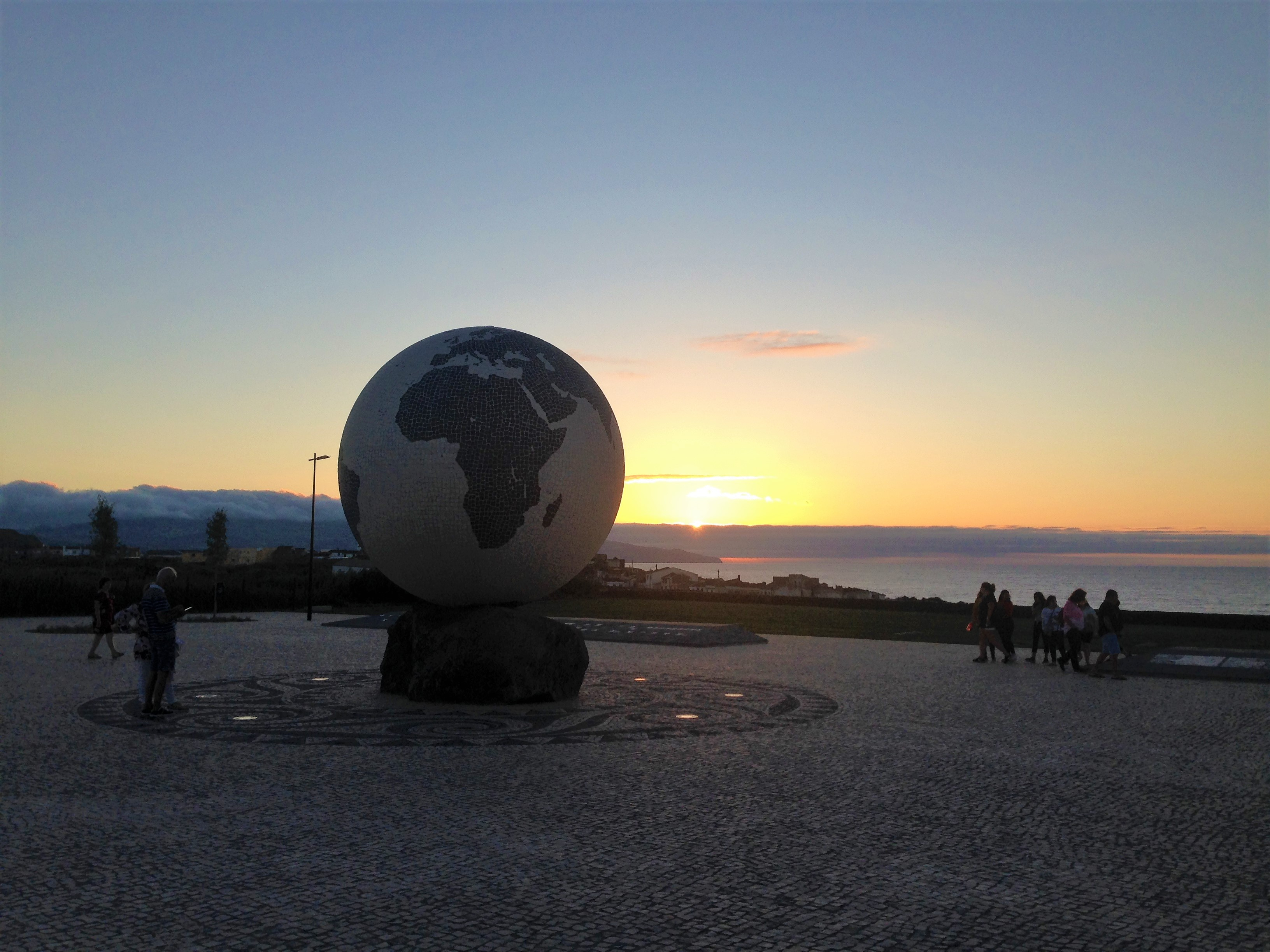
Pôr-do-sol na Praça do Emigrante, Ribeira Grande, Ilha de São Miguel, Açores
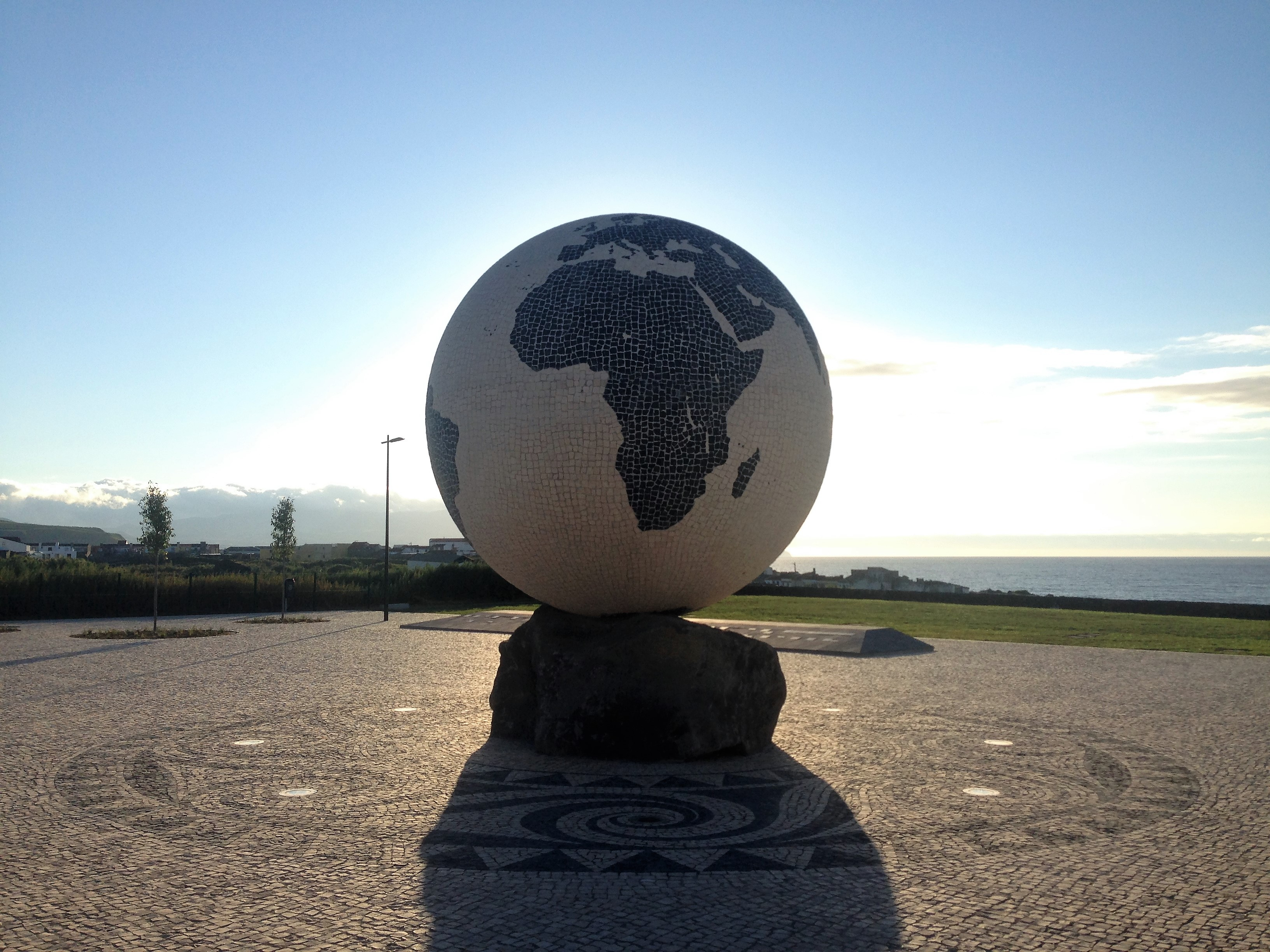
Peça de arte pública Saudades da Terra, Praça do Emigrante, Ribeira Grande, Ilha de São Miguel, Açores

## Ligação externa
Praça do Emigrante